# Bali United FC

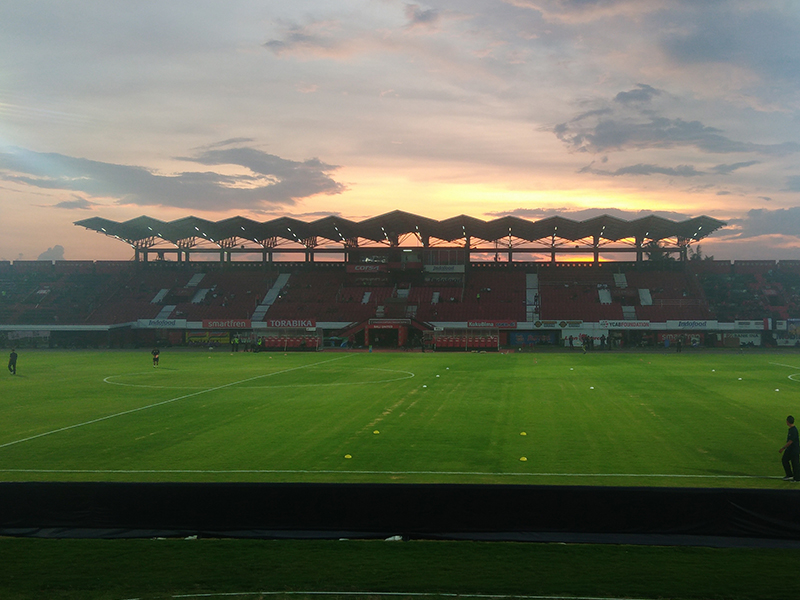
El Kapten I Wayan Dipta Stadium en 2017.

El Bali United FC es un equipo de fútbol de Indonesia que juega en la Liga 1 de Indonesia, la primera división de fútbol en el país.

## Historia
Fue fundado en el año 1989 en la ciudad de Samarinda con el nombre Putra Samarinda FC y formó parte de la Galatama, la desaparecida primera división del país hasta que la liga desaparece en 1994.
El club desde los últimos años de la Galatama pasó problemas financieros que lo llevaron a jugar en la Perserikatan (divisiones aficionadas) y más tarde a fusionarse con el Persisam para crear al Persisam Putra Samarinda en 2008, con lo que más tarde obtuvo la licencia para jugar en la Liga Indonesia, la que entonces era la primera división de Indonesia y más tarde lograría jugar en la Superliga de Indonesia
Por razones de mercadeo el club se muda a la isla de Bali en 2015 y cambia su nombre por el de Bali United FC también porque la isla no tenía un equipo en la Superliga de Indonesia, y porque los aficionados al fútbol de Samarinda preferían apoyar al Borneo FC.

## Colores
Los colores del equipo son negro, rojo y blanco en relación con los colores sagrados del Tridatu.

## Palmarés

### Ligas
- Premier Division (2): 2019, 2021-22

### Copas
- Copa de Bali (1): 2017
- Trofeo Bali Celebest (1): 2016

## Participación en competiciones de la AFC
| Temporada | Torneo               | Ronda          | Club              | Casa      | Visita    | Global    |
| --------- | -------------------- | -------------- | ----------------- | --------- | --------- | --------- |
| 2018      | AFC Champions League | 1.ª Preliminar | Tampines Rovers   | 3–1       | x         | 3–1       |
| 2018      | AFC Champions League | 2.ª Preliminar | Chiangrai United  | x         | 1–2       | 1–2 (aet) |
| 2018      | AFC Cup              | Fase de grupos | Yangon United     | 1–3       | 2–3       | 4.º lugar |
| 2018      | AFC Cup              | Fase de grupos | Global Cebu       | 1–3       | 1–1       | 4.º lugar |
| 2018      | AFC Cup              | Fase de grupos | FLC Thanh Hóa     | 3–1       | 0–0       | 4.º lugar |
| 2020      | AFC Champions League | 1.ª Preliminar | Tampines Rovers   | x         | 5–3       | 5–3 (aet) |
| 2020      | AFC Champions League | 2.ª Preliminar | Melbourne Victory | x         | 0–5       | 0–5       |
| 2020      | AFC Cup              | Fase de grupos | Than Quảng Ninh   | 4–1       | Cancelado | DNF       |
| 2020      | AFC Cup              | Fase de grupos | Svay Rieng        | Cancelado | 1–2       | DNF       |
| 2020      | AFC Cup              | Fase de grupos | Ceres–Negros      | Cancelado | 0–4       | DNF       |
| 2021      | AFC Cup              | Fase de grupos | Boeung Ket        | Cancelado | Cancelado | DNF       |
| 2021      | AFC Cup              | Fase de grupos | Ganador ASEAN 3.1 | Cancelado | Cancelado | DNF       |
| 2021      | AFC Cup              | Fase de grupos | Hanoi             | Cancelado | Cancelado | DNF       |
| 2022      | AFC Cup              | Fase de grupos | Kedah Darul Aman  | 2–0       | 2–0       | 3° Lugar  |
| 2022      | AFC Cup              | Fase de grupos | Visakha           | 2–5       | 2–5       | 3° Lugar  |
| 2022      | AFC Cup              | Fase de grupos | Kaya–Iloilo       | 1–0       | 1–0       | 3° Lugar  |

## Clubes afiliados
- PSG (academia de desarrollo).[9] Inauguración de la academia del Paris Saint-Germain FC en Bali, Indonesia y a inicios del 2017 se afilia al Bali United.[10]